# 千堂あきほ
千堂 あきほ（せんどう あきほ、1969年4月5日 - ）は、日本の女優、タレント、元歌手。兵庫県尼崎市出身。本名は先名晃穂（旧姓・馬場）。2011年2月末に移住してからは北海道札幌市を活動の拠点としている。
所属事務所は「サキナヤ」。

## 主な経歴
1987年、『ロッテ CMアイドルはキミだ!』の全国大会に進出し、芸能事務所『アーティストハウスピラミッド』の社長森山幸男にスカウトされる（同コンテストのグランプリは相川恵里、準グランプリは島崎和歌子）。デビュー前は、事務所の電話番や事務などで勤務もしていた（後に本人がレギュラーTBSラジオ番組『清水国明・千堂あきほの真夜中ジャンクション』で語っている）。
1990年1月25日、『It's a Melody』でワーナーパイオニアから歌手としてデビュー。当初は、同じレコード会社、同じ日デビューのAKEMI、広田恵と共にバンドブームの中、新生本格派女性ボーカリストして売り出された。ライブハウスを拠点とした活動をスタートさせる。深夜バラエティー番組『オールナイトフジ』の司会で人気に火がつき、学園祭のアイドル（学園祭の女王）と呼ばれる。その後、女優・タレントに専念し、ドラマ、CM、映画、バラエティ番組などに幅広く出演。
2000年12月31日、スキューバダイビングインストラクターの男性と結婚。2010年まで関西、2011年から北海道を拠点にして活動する。
2008年8月3日、第1子となる女児を出産。
2011年4月16日、第2子となる女児を出産。
2019年2月、北海道の民放5局とNHK札幌放送局による共同キャンペーン『One Hokkaido Project』のキャンペーンソングに参加。

## 人物
- 兵庫県立宝塚北高等学校演劇科1期生で、同じクラスには元女優の小林亜也子（現：森川あやこ）がいた。百ます計算の陰山メソッドで有名になった隂山英男は小学校時代の担任。
- 2017年6月3日放送の『かんさい土曜ほっとタイム』で、この年に他界した父親への謝意を述べた際に、自身の性格を「私は見た目は大雑把に見られがちですが、実は物凄く深く考え込む性格なんです」と語っている。
- 2011年に第2子出産を機に、夫の実家がある北海道札幌市に移住。三世代で暮らしている[2]。

## 出演作品

### テレビドラマ
- 東京ストーリーズ 第42回 『バラ色の人生』（1990年9月10日、フジテレビ） - 神林のり子 役
- 世にも奇妙な物語 『心霊写真』（1991年、フジテレビ） - 田代由美 役
- 東京ラブストーリー（1991年1月 - 3月、フジテレビ） - 長崎尚子 役
- 愛さずにいられない（1991年10月 - 12月、日本テレビ） - 斉藤香織 役
- 赤かぶ検事の逆転法廷 第2話（1992年1月、テレビ朝日） - 本人 役
- 振り返れば奴がいる（1993年1月 - 3月、フジテレビ） - 大槻沢子 役
- 坊っちゃん -人生損ばかりのあなたに捧ぐ-（1994年、NHK総合） - マドンナ 役
- 大家族ドラマ 嫁の出る幕（1994年7月 - 9月、テレビ朝日） - 中川マキ 役
- 火曜サスペンス劇場 （日本テレビ）
  - 「新任判事補」シリーズ（1994年 - 1996年） - 椎田美奈子 役
  - 「身辺警護4」（1999年） - 三島真知子 役
  - 「取調室」（2000年） - 小田切由希 役
- 龍-RON-（1995年5月、NHK-BS2） - 小鈴 役
- HOTEL シーズン4　第19話「奇妙な夏の出来事」（1995年8月17日、TBS） - 矢島みゆき 役
- ザ・シェフ（1995年10月 - 12月、日本テレビ） - 風間泉 役
- 俺たちの世直し強盗（1997年、テレビ朝日） - 大沢江里子 役
- いとしの未来ちゃん 第3話「男と女 UN HOMME ET UNE FEMME」（1997年4月26日、テレビ朝日） -  役
- 3番テーブルの客（1997年、フジテレビ） - ビビ萩原 役
- 女たちの聖戦（ジハード）（1997年10月 - 11月、NHK-BS2） - 沙織 役
- 土曜ワイド劇場 / 山村美紗サスペンス「花の京都・美人姉妹の推理」シリーズ（1997年 - 1999年、テレビ朝日） - 谷川すみれ 役
- 夜逃げ屋本舗（1999年1月 - 3月、日本テレビ） - 麻生希美子 役
- 櫂（1999年5月20日、NHK-BS2） - 照 役[7]
- 双子探偵 第8話（1999年9月4日、NHK教育） - 橋本瑠美子 役
- シンデレラは眠らない（2000年、読売テレビ） - 小池理香子 役
- アイ'ム ホーム 遙かなる家路（2004年、NHK総合） - 祥子 役
- 風のハルカ（2005年、NHK総合） - 奥貫宏美 役
- 家族善哉（2006年 - 2007年1月、毎日放送） - 後藤礼子 役
- ジャッジ 〜島の裁判官奮闘記〜（2007年10月13日 、NHK総合） - 牧芳子 役
- 君の瞳に両想い (ダウンタウンのガキの使いやあらへんで!!絶対に笑ってはいけないスパイ24時のDVDに収録）（2010年12月31日、日本テレビ）
- 弁当屋さんのおもてなし 第1話（2023年2月25日、北海道テレビ） - 小鹿亜紀子 役
  - 弁当屋さんのおもてなし シーズン2 第4話（2024年2月3日、北海道テレビ）[8]
- ススキノ・インターン〜マーケ学生ユキナの、スナック立て直し記〜（2025年3月22日 - 30日、北海道テレビ放送） - ユキナの母・小雪 役

### バラエティ・情報番組
- 東京イエローページ 二代目Page7として出演（1990年4月 - 1990年9月、TBS）
- オールナイトフジ（1990年7月 - 1991年3月、フジテレビ） - 司会進行
- 歌謡びんびんハウス（1990年3月 - 1991年3月、テレビ朝日） - 笑福亭鶴瓶と共に進行役
- 日曜はパジャマ（1990年、新潟総合テレビ） - 自社製作の深夜情報番組、ふとがね金太と共に進行役
- クイズ日本昔がおもしろい（1990年 - 1991年3月、TBS） - 解答者
- マジカル頭脳パワー!!（1991年4月 - 1995年10月、日本テレビ） - 解答者[注釈 1]
- 象印クイズ ヒントでピント（1992年1月12日（第598回） - 1994年9月25日（第708回）、テレビ朝日） - 解答者
- ちちんぷいぷい（- 2006年3月、毎日放送） - 金曜レギュラー
- 台所でおもしろ実験（2000年7月 - 8月、NHK教育）
- きょうの料理（2002年4月 - 5月、NHK教育）
- おしゃれ工房（2002年5月 - 2003年2月、NHK教育）
- 生中継 ふるさと一番!（2005年11月2日 - 2008年2月12日、NHK総合） - 不定期出演
- 志村けんのだいじょうぶだぁ（フジテレビ）
- U型ライブ（2014年4月2日 - 2015年3月18日、北海道文化放送） - 水曜コメンテーター
- マネースクープ（2014年10月13日 - 2015年3月16日、フジテレビ） - マネースクーパー
- みんなのテレビ（2015年3月30日 - 2019年3月、北海道文化放送） - 火曜コメンテーター→水曜コメンテーター
- 釣りびと万歳（2015年8月30日 - 、NHK BSプレミアム→BS・BSプレミアム4K） - 不定期出演
- 虎ノ門市場（テレビ東京）
- DJモノフェスタ （2019年12月17日 - 、フジテレビ、ディノス）
- 発見!タカトシランド（北海道文化放送）
  - 2021年3月19日「札幌・西11丁目エリアでイイとこ探し!」
  - 2021年3月26日「札幌・北海道神宮第一鳥居エリアでイイとこ探し!」
- 1×8いこうよ!（2022年1月23日・30日、札幌テレビ放送） - 達人の宝庫! 札幌10区めぐり・東区「トレンディドラマの達人」

### ラジオ
- 関谷浩至と千堂あきほの夜はこれから（1990年10月 - 1991年3月、TBSラジオ）
- 清水国明・千堂あきほの真夜中ジャンクション（1991年4月 - 1992年3月、TBSラジオ）
- MOONLIGHT 抱きしめて!!（1991年4月 - 1991年9月、文化放送） - 火曜日担当
- 千堂あきほのときめきCRESCENDO（1991年10月 - 1992年9月、文化放送）
- 千堂あきほのいつか素敵になりたい（1993年10月 - 、文化放送）
- 宮崎シーガイアのオープンに伴い、シーガイア内にDJブース置き、シーガイアの状況を全国に向けてFMラジオ放送。番組内では、スティングのキャンペーンソング「Take Me To The Sunshine」「When We Dance」を必ずかけていた（1994年、J-WAVE？エフエム東京？）[要出典]
- かんさい土曜ほっとタイム（2007年4月 - 2019年、NHKラジオ第1放送） - パーソナリティ ※月1回

### 映画
- 首領を撃った男（1999年4月10日公開、ギャガ） - 成田和江 役

### CM
- 京セラ（1990年）
- 月桂冠 生酒（1991年）
- キリン プチ・ミール（1992年）
- 象印 タフワイド（1992年）
- ニチレイ
- トライデントシュガーレスガム（1991年 - 1995年）
- 大和銀行（1994年）
- キリンビール ビアっこ生（1994年）
- 山之内製薬『カコナール』（1992年 - 1997年）
- ヘリオス大阪（2006年9月 - ）

### 写真集
- 『マティエール』（1990年11月15日、TIS、撮影：野村誠一） ISBN 4-8470-2160-6
- 『7 1/2　Sette e Mezzo』（1992年10月5日、TIS、撮影：藪下修）　ISBN 4-8470-2289-0

### テレビアニメ
- 八百八町表裏 化粧師（1990年10月9日から1991年4月30日、TBS） - 花火 役

### MV
- One Hokkaido Project「私たちの道」[9]

## ディスコグラフィ
※シングル・アルバム共にすべてリリース元はワーナーミュージック・ジャパン。

### シングル
1. It's a Melody／ハートはレプリカ（1990年1月25日）
2. 硝子のECSTASY／Sweet Noise（1990年6月25日）
3. TOO BIG／悪魔とドライブ（1990年10月25日）
4. シースルー／KISS（1991年6月17日）
5. LADY,WHO／ON FIRE（1992年4月25日）
6. シークレットラヴ／ジェリービーンズの雨（1993年1月25日）
7. 素敵になりたい／缶ビールのロンリネス（1993年10月10日）
8. 切ない勇気／さよならの彼方（1994年8月10日）

### アルバム
1. AQUIHO（1990年2月25日）
2. HOT BOX（1991年6月17日）
3. 千客万来（1992年4月25日）
4. 5月の風のように（1993年3月25日）
5. Romantics（1993年12月10日）
6. REFINE（1994年9月25日）

### ビデオ（VHS）
1. 千堂あきほ/硝子のECSTASY (1990年7月25日)
2. 千堂あきほ/DANCING WITH ME（1990年11月）
3. 千堂あきほ/ジュエリーズ（1992年5月10日）

### DVD
1. 千堂あきほ/Legend Gold DANCING WITH ME（2008年4月25日）
2. 千堂あきほ/ムーンライトII（2008年8月27日）

### LD
1. 千堂あきほ/ジュエリーズ

### 参加作品
- 嘉門達夫 アルバム『宴』（1991年3月21日、ビクター音楽産業） - 8曲目「BINGO!」（Voice）、20曲目「ミッドナイトメッセージ」（留守番電話の女）
- One Hokkaido Project『私たちの道』（デジタル配信：2019年2月20日、CDシングル：2019年3月6日）

## 社会貢献活動
- 環境省エコチル調査サポーター